# William Bowyer
William Bowyer († 1569/1570) war Keeper of the Records in England und Abgeordneter des englischen House of Commons. 
Bowyer wurde in eine einflussreiche Händlerfamilie aus London und Chichester geboren; sein Vater war der Parlamentarier Robert Bowyer I. William absolvierte ein Studium der Rechtswissenschaften. 1560 wurde er Bailiff von Westminster, im Jahr 1563 Keeper of the Records im Tower of London. 
In Bowyers Zeit als Keeper of the Records fällt die erste systematische Aufstellung und Ordnung der im Tower gelagerten Dokumente. Im Laufe von acht Jahren fertigte er eine sechsbändige Übersicht aller Dokumente, Bücher, Briefe und ähnlichem an, die sich seit dem Mittelalter im Tower befanden. Diese Übersicht ist heute nicht mehr erhalten. Bowyer bemühte sich, die Dokumente, die in der Chancery aufbewahrt wurden, ebenfalls in den Tower zu schaffen. Obwohl seine Bemühungen prinzipiell unterstützt wurden, passierte nichts.
Williams Sohn Robert Bowyer II. war ebenfalls Abgeordneter des Unterhauses, Clerk of the House of Lords, Door Keeper of the Exchequer und Keeper of the Council Chamber of the Star Chamber.